# Särgar (Arjeplogs socken, Lappland, 731038-157863)
Särgar är en sjö i Arjeplogs kommun i Lappland och ingår i Umeälvens huvudavrinningsområde.